# Лавники (Борисовський район)
Лавники (біл. вёска Лаўнікі) — село в складі Борисовського району Мінської області, Білорусь. Село підпорядковане Зембинській сільській раді, розташоване в північно-східній частині області.